# Riesen-Gürtelschweif

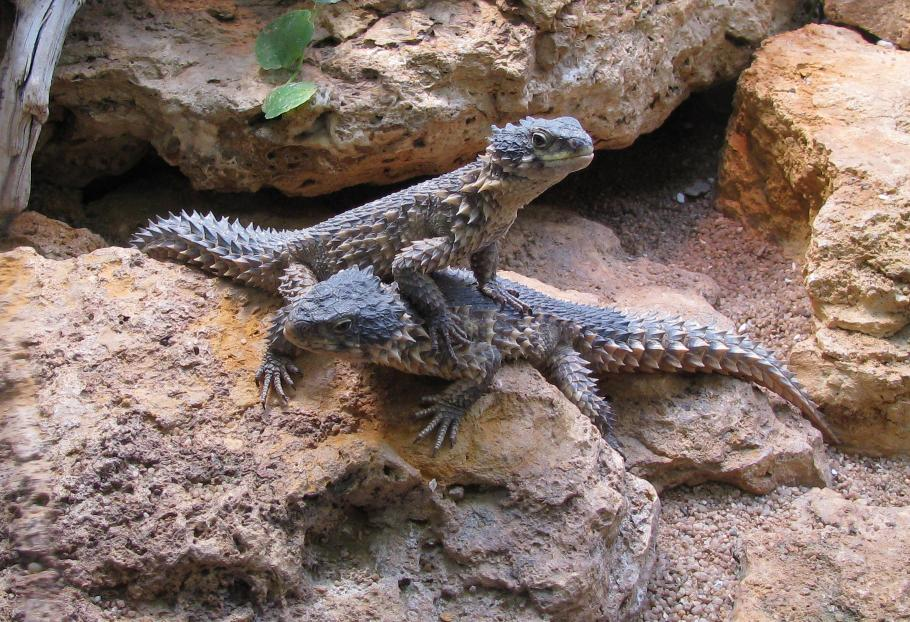
Zwei Riesen-Gürtelschweife

Der Riesen-Gürtelschweif (Smaug giganteus, Syn.: Cordylus giganteus) ist die größte Art aus der Familie der Gürtelschweife (Cordylidae). Sie kommt in Südafrika im mittleren und östlichen Freistaat, in Süd-Transvaal und Nordost-KwaZulu-Natal vor. Auf der Roten Liste gefährdeter Arten der IUCN wird er als gefährdet (vulnerable) geführt.

## Merkmale
Riesen-Gürtelschweife sind kräftig gebaute Echsen mit dorsoventral abgeflachtem Körper und bis zu 40 cm Gesamtlänge. Die Schuppen sind groß, gekielt und dornartig, besonders die wirtelig am Schwanz sitzenden. Der große Kopf ist dreieckig und weist am hinteren Rand einen Kranz auffällig großer Schuppen auf. Der Rücken ist mittel- bis dunkelbraun gefärbt, der Bauch ist gelbbraun. Kehle und Maul sind gelb. Die Männchen weisen vergrößerte, drüsenartig erscheinende Schuppen oberhalb der Femoralporen und vergrößerte Schuppen an der Unterseite der Vorderextremitäten auf.

## Lebensweise
Riesen-Gürtelschweife sind vom späten Frühjahr bis in den Herbst etwa acht Monate aktiv und verbringen den Winter im Winterschlaf in ihren Erdbauten. Diese werden in Kolonien im Grasland, seltener auch in felsigem Buschland angelegt, wobei jedes Tier einen eigenen unverzweigten Gang anlegt, der in etwa 30 cm Tiefe mehrere Meter durch den Boden verlaufen kann. Die tagaktiven Tiere sonnen sich häufig auf Termitenbauten. Als Nahrung dienen verschiedenen Wirbellose, darunter hauptsächlich Käfer. Bei Bedrohung schlagen die Tiere mit dem stacheligen Schwanz aus und versuchen in ihre Bauten zu fliehen. Gelingt dies nicht, stellen sie sich tot, wobei sie dem Angreifer den gepanzerten Rücken zuwenden.
Die Weibchen gebären jedes zweite Jahr im Spätsommer (Januar bis Februar) ein bis drei lebende Junge.